# San Francisco Bulls
San Francisco Bulls byl profesionální americký klub ledního hokeje, který sídlil v kalifornském městě Daly City (nedaleko San Francisca). V letech 2012–2014 působil v profesionální soutěži East Coast Hockey League. Bulls ve své poslední sezóně v ECHL skončily v základní části. Své domácí zápasy odehrával v hale Cow Palace s kapacitou 11 089 diváků. Klubové barvy byly zlatá, oranžová, černá a bílá.

## Přehled ligové účasti
Zdroj: 
- 2012–2014: East Coast Hockey League (Pacifická divize)